# Zdeněk Žák
Zdeněk Žák (ur. 2 lipca 1968 w miejscowości Valašské Meziříčí) – czeski polityk i przedsiębiorca, w 2009 wiceminister, a od 2013 do 2014 minister transportu.

## Życiorys
Absolwent wyższej szkoły technicznej VUT w Brnie. W latach 90. związany z Obywatelską Partią Demokratyczną, był jej kandydatem w wyborach samorządowych. W 1995 zatrudniony w resorcie transportu i komunikacji, następnie w czeskim przewoźniku kolejowym České dráhy, gdzie był m.in. sekretarzem rady nadzorczej i dyrektorem działu PR, a w latach 2001–2002 głównym inspektorem. Pełnił też funkcję doradcy premiera Miloša Zemana. Od 2003 do 2006 zajmował stanowisko głównego inspektora w Drážní inspekce, państwowej inspekcji bezpieczeństwa kolejowego. W 2007 zajął się prowadzeniem działalności gospodarczej w branży doradczej.
W 2009 pełnił funkcję wiceministra transportu. W lipcu 2013 stanął na czele Ministerstwa Transportu w technicznym rządzie, którym kierował Jiří Rusnok. Urząd ministra sprawował do stycznia 2014. Wcześniej w wyborach w 2013 bezskutecznie startował do Izby Poselskiej z listy Partii Praw Obywateli – Zemanowcy. W 2024 bez powodzenia kandydował do wyższej izby czeskiego parlamentu z ramienia formacji Správná Volba.